# Notomys robustus
El ratón saltador grande (Notomys robustus) es una especie extinta de mamífero roedor múrido originaria de Australia. Se conoce únicamente a partir de cráneos encontrados en egagrópilas de búho en Flinders Ranges. Algunas egagrópilas incluyen también restos de ratón común introducido, lo que indica que sobrevivió en tiempos históricos, posiblemente hasta la segunda mitad del siglo XIX. A juzgar por el cráneo, parece haber sido relativamente grande (quizás del tamaño de Notomys amplus o un poco más), habiendo pasado inadvertido a la recolección por parte de los naturalistas de principios del siglo XIX solo por casualidad. Por la ubicación de los depósitos se asume que prefería los suelos arcillosos a los arenosos. También se le conoce coloquialmente como ratón saltador de mejillas anchas.